# أشلي بارك
أشلي بارك (بالإنجليزية: Ashley Park)‏ هي ممثلة أمريكية، ولدت في 6 يونيو 1991 في غلينديل في الولايات المتحدة.

## وصلات خارجية
- أشلي بارك على موقع IMDb (الإنجليزية)
- أشلي بارك على موقع ألو سيني (الفرنسية)
- أشلي بارك على موقع ميوزك برينز (الإنجليزية)
- أشلي بارك على موقع قاعدة بيانات برودواي على الإنترنت (الإنجليزية)
- أشلي بارك على موقع قاعدة بيانات الفيلم (الإنجليزية)
- أشلي بارك على موقع كينوبويسك (الروسية)